# Engels cricketelftal (mannen)
Het Engels cricketelftal is het cricketteam dat de landen Engeland en Wales vertegenwoordigt. Het is het land met de grootste erelijst, in maart 2015 werden de Australische cricketers voor de vijfde keer wereldkampioen.

## Historie
Engeland is het land waar het cricket zoals we dat vandaag kennen is ontstaan. Het is samen met Australië het oudste testcricketland en de eerste onderlinge wedstrijd dateert uit 1877. Deze testwedstrijden met Australië zijn bekend als The Ashes.
Ondanks de lange historie duurde het tot 2019 voordat het eerste wereldkampioenschap werd gewonnen. De voormalige ICC Champions Trophy, te vergelijken met een tweede wereldkampioenschap, heeft Engeland nooit gewonnen. In de kortere vorm Twenty20 werd het in 2010 wereldkampioen.
Het Engelse cricketelftal vertegenwoordigde altijd ook Wales en tot 1992 Schotland. Sindsdien is er een eigen Schots cricketelftal. Noord-Ierland speelde altijd samen met Ierland in het Ierse cricketelftal. Regelmatig gaan er in Wales geluiden om op de naam van het elftal te wijzigen of om zelfstandig verder te gaan.

## Resultaten op internationale toernooien

### Wereldkampioenschap
| 1975 · Halve finale 1979 · Tweede 1983 · Halve finale 1987 · Tweede | 1992 · Tweede 1996 · Kwartfinale 1999 · Eerste ronde 2003 · Eerste ronde | 2007 · Tweede ronde 2011 · Kwartfinale 2015 · Eerste ronde 2019 · Winnaar |

### Wereldkampioenschap Twenty20
| 2007 · Tweede ronde 2009 · Tweede ronde | 2010 · Winnaar 2012 · Tweede ronde | 2014 · Tweede ronde 2016 · Tweede |

### Wereldkampioenschap testcricket
| 2021 · Onderweg |

### Overige belangrijke toernooien
| ICC Champions Trophy | ICC World Cup Qualifier (ICC Trophy)       | Gemenebestspelen      |
| --- | ------------------------------------------ | --------------------- |
| - 1998: Kwartfinale - 2000: Kwartfinale - 2002: Eerste ronde - 2004: Tweede - 2006: Eerste ronde - 2009: Halve finale - 2013: Tweede - 2017: Halve finale | - 1979-2018: Direct voor WK gekwalificeerd | - 1998: Geen deelname |